# میان‌آسایی
میان‌آسایی یا دیاپاز (به انگلیسی: Diapause)، دوره‌ای از تداخل در رشد جانوران به خصوصی است که در آن فعالیت سوخت و سازانه آن‌ها کاهش می‌یابد. این دوره بیشتر در میان حشره‌ها و هیره‌ها، تعداد اندکی از سخت‌پوستان و حلزون‌ها، و احتمالاً بعضی دیگر گروه‌های جانوری وجود دارد. این دورهٔ کاهش رشد پاسخی به شرایط محیطی است و اگرچه می‌تواند در طول زندگی جانور نیز پدید آید، ولی در بیشتر موارد برای نوزادان (برای نمونه شفیره‌های شب‌پره‌ها) روی می‌دهد.
میان‌آسایی هنگامی که تجمع هورمون‌های رشد و پوست‌اندازی در بدن جاندار کاهش می‌یابد؛ چیزی که اغلب در رابطه با تغییرات در طول روز و شب، دما، یا فراوانی غذا است. میان‌آسایی را ساختار ژنی تعیین می‌کند ولی در می‌توان به شکل تجربی و آزمایشگاهی آن را از میان برد و این در صورتی است که جانداران در محیطی مطلوب با شرایط ایستا نگه داشته شوند.

## فیزیولوژی میان‌آسایی در حشرات
میان‌آسایی یک حالت حد واسط عصبی هورمونی، حالتی پویا از کاهش فعالیت متابولیک است؛ که با کاهش ریخت‌زایی، افزایش مقاومت نسبت به شرایط سخت محیطی، و فعالیت‌های رفتاری تغییر کرده یا کاهش یافته همراه است. میان‌آسایی در هنگام تمایز ژنتیکی مرحله دگردیسی رخ می‌دهد، و این یک چهره کامل گسترش رفتار تخصص‌یافته گونه‌ای، معمولاً در پاسخ به تعدادی تحریکات محیطی مقدم بر شرایط نا مطلوب است. میان‌آسایی یکباره شروع شده، فعالیت متابولیک تحت فشار قرار گرفته حتی اگر شرایط مطلوب برای نمو غالب شود.
این پدیده یک مفهوم گسترده‌است و ما را به چندین نقطه میانی هدایت می‌کند، نخست اینکه میان‌آسایی تنها یک رویداد فیزیولوژیکی نیست بلکه مجموعه‌ای از چندین عامل فیزیولوژیکی و رفتاری آشکارسازی همه رفتارهای سازش حشره به تغییرات آینده محیطی است.
دوم: سیگنال‌های محیطی که به رفتارهای میان‌آسایی ترجمه می‌شود نشانه تحریک گفته می‌شود زیرا آنها خودشان زندگی حشره را تحت فشار قرار نداده‌اند، نشانه تحریک به سادگی پیشتاز آینده تغییرات است
سوم: معنای زیستی بسیار گسترده‌است زیرا شامل خفتگی و مهاجرت فصلی و پلی‌فنیسم فصلی است. برای درست نگه داشتن واژه علمی در نظر می‌گیریم که خفتگی دوره ای از چرخه زندگی در حین رشد است که تحت کنترل نگه داشته شده‌است. خفتگی می‌تواند در هر فصلی رخ دهد، پلی فنیسم به تغییرات فصلی در رنگ یا ساختار یک جاندار اشاره دارد. تعداد زیادی مثال از این در میان حشرات وجود دارد، شامل افزایش ترشح موم، اختلاف در طول بال و کیفیت پیله‌ها (محکم در مقابل سست‌تنیده)
چهارم، علایم رویداد میان‌آسایی به‌طور مستقیم در بقاء جانوری در طول هر دوره شرایط محیطی شناخته نشده‌است، میان‌آسایی بیشتر هماهنگ‌سازی درون چرخه زندگی به تغییرات محیطی در پیرامون است
در نتیجه بقاء در هنگام شرایط نا مطلوب، در نتیجه سنگینی زیادی بر روی دیگر ماهیت‌های تاریخ حیات شامل رشد، نمو، و تولید مثل را دربردارد. از این رو میان‌آسایی مفهوم یکپارچه‌گری زیستی دارد. زیرا تحت کنترل ژنتیکی زیرلایه‌ای مهم در تکامل تاریخ حیات و در تخصص‌یافتگی است.
حشرات همچنین از عهده تغییرات غیرقابل پیش‌بینی محیطی، ازقبیل خشکسالی و افزایش جمعیت بر می‌آیند. تغییرات منطقه ای یا کوتاه مدت ممکن است شامل تغییرات ناگهانی دما یا کاهش منطقه‌ای غذا باشد. حشرات می‌توانند این قبیل تغییرات را با سکون غیرفصلی یا مهاجرت غیرفصلی تعدیل کنند. این سازش با میان‌آسایی در کنترل رفتار فیزیولوژیکی متفاوت است. ما خواهیم دید که میان‌آسایی به وسیله تنظیمات درون ریز کنترل شده، سازش‌های غیر فصلی تحت کنترل دستگاه عصبی مرکزی‌اند.
میان‌آسایی ماهیت تاریخ زندگی حشره است، همه مراحل دگردیسی در چرخه زندگی می‌تواند به عنوان مرحله میان‌آسایی محسوب شود، اما میان‌آسایی معمولاً در مراحل ویژه ای از حشرات معین رخ می‌دهد.
خاطر بیاورید که میان‌آسایی پدیده‌ای است که تغییرات فصلی را پیش‌بینی می‌کند، ما می‌بینیم که نشانه تحریکات باید به وسیله حشره درک شود، سپس به پاسخ‌های زیستی تبدیل شود، این نشانه تحریک تنها در شرایط خاصی درک می‌شود، و تنظیم زمان درک نشانه تحریک میان‌آسایی خودش تحت کنترل ژنتیکی است.
درک نشانه تحریک و بیان دیاپاز در زمان می‌تواند بیشتر نزدیک شود، یا به گستردگی بین دو نسل جدا گردد. در اینجا بعضی از مثال‌های احتمالی وجود دارد. بسیاری از گونه‌های حشرات در حین مرحله تخم دستخوش میان‌آسایی می‌شوند در جیرجیرک Teleogryllus تخمهای جوان حساس به میان‌آسایی-و تخم‌های تحریکی و میان‌آسایی در تخم‌هایی دنبال شد که اندکی بیشتر در نمو جلو بودند. همچنین نمونه‌هایی در (برای نمونه یک جیرجیرک و دو گونه پولک‌بالان) درهر کدام میان‌آسایی شامل تحریک درحین مراحل مختلف نمو مادر درک شده‌است، سرانجام در شته Megoura تولید مثل اجدادی حساس‌ترین است.
ابتدا میان‌آسایی مرحله قابل تشخیص است. دوره پیش از میان‌آسایی به عنوان زمان تغذیه و انباشته کردن اندوخته متابولیک مطرح شده بنابراین رشد گونه‌ها در مراحل میان‌آسایی اختصاصی است. دوره القا معمولاً به وسیلهٔ افزایش در تغذیه، متابولیسم و رشد مشخص می‌شود. دوره پشتیبانی طول میان‌آسایی را تنظیم می‌کند، و گفته می‌شود از راه ژنتیکی کنترل می‌شود. در این زمان حشره نسبت به نشانه تحریک حساس است، که می‌تواند بر شدت و طول میان‌آسایی تأثیر بگذارد. این دو مشخصه به عنوان متناقض در نظر گرفته نمی‌شوند، اما بیشتر به عنوان شاخص پیچیده سامانه تنظیم مطرح‌اند. میان‌آسایی به وسیله نشانه تحریک شکسته شده، که یک سری رخدادهای فیزیولوژیکی پشت سر هم به کاهش سوخت‌وساز و گذر از مراحل پس از میان‌آسایی به وضعیت غیر میان‌آسایی منجر می‌شود.